# سئو هایه-لین
سئو هه-لین (به انگلیسی: Seo Hye-lin)(زاده ۲۳ اوت ۱۹۹۳) خواننده کره‌ای است که با عضویت در گروه EXID به شهرت رسید.

هه لین در ابتدا کارآموز کمپانی Cube بود اما بخاطر شرکت در تست کمپانی AB برای تشکیل گروه EXID این کمپانی را ترک می کند.او در ابتدا موفق نمی شود عضوی از گروه شود اما پس از این که ۳ عضو گروه را ترک می کنند به درخواست هانی(یکی از اعضای گروه)عضو گروه می شود.